# Souad El Alaoui Ben Hachem
Souad El Alaoui Ben Hachem, née à Meknès le 5 février 1955, est une sociologue de formation et auteure marocaine.

## Biographie

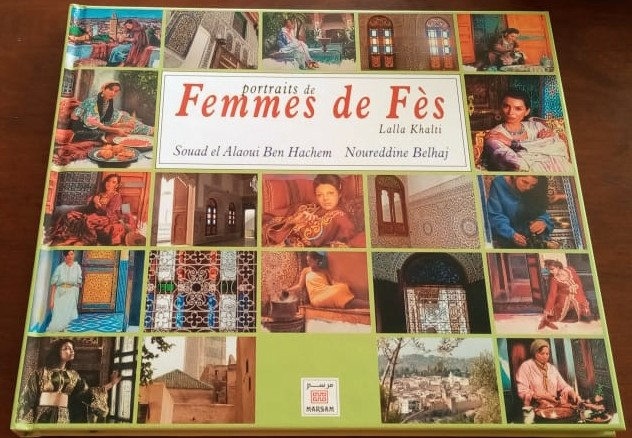
Portraits de Femmes de Fès

Elle est l'auteure de Lis Tes Ratures recueil de poèmes et de Lalla Khalti ou la vie au féminin relatant la vie quotidienne de femmes marocaines parut tous deux aux éditions Eddif ainsi que du bouleversant J'ai mal en moi,, livre se composant de onze nouvelles qui décrivent des situations d’abus sexuels. Ce dernier ouvrage a fait date ayant levé le tabou des relations de force hommes/femmes dans le domaine de la sexualité au sein de la société marocaine.
Elle fut l'une des 100 femmes mises à l'honneur au cours de l'exposition "100" à l'occasion de la journée de la femme à la galerie Bab Rouah du 8 au 18 mars 2017 à Rabat et figure également dans le livre éponyme.
En mars 2018 sa nouvelle "Nos mères, Ta femme, Nos fille, Nos-Nos ?" est publiée dans le livre Hommes sensibles s'abstenir aux éditions Éditeur de talent.
Et c'est en Février 2020 que son beau-livre Portraits de Femmes de Fès est publié aux éditions Marsam et illustré par Noureddine Belhaj. Cet ouvrage, suite spirituelle de Lalla Khalti, nous ouvre une fenêtre vers le passé  ou l'on peut contempler des instants tristes et heureux de la vie de Femmes de Fès de différents milieux sociaux à travers les nouvelles qui composent ce livre.